# معركة وادي الخزندار
معركة وادي الخزندار، التي تُعرف أيضاً بجمع المروج، ومعركة مرج المروج، ومعركة سلمية، ومعركة حمص الثالثة، معركة وقعت في سوريا شمال شرق حمص دارت رحاها في عام 699 هـ / 1299م بين المماليك بقيادة الناصر محمد بن قلاوون ومغول الإلخانات بقيادة محمود غازان. انتهت بانتصار المغول على المماليك بسبب صغر حجم جيش الأخير ونقص استعداداته.
ترجع أسباب هذه المعركة إلى بعد هزيمة المغول الفرس في معركة عين جالوت بفلسطين على أيدي المماليك ورغبتهم بالثأر لهذه الهزيمة، فجمعوا جيشا عظيما وزحفوا به على دمشق واحتلوها وانتهكوا حرمة الناس والمقدسات، وقتلوا العديد من المدنيين ونادوا بإلخان المغول حاكما على الشام، واستمروا بغزواتهم حتى طردوا جيش المماليك وأعادوه إلى مصر بعد أن عجز عن التغلب عليهم.
وبعد هزيمة المماليك، حاول السلطان إعادة تنظيم الجيش المملوكي والعودة للثأر لهذه الهزيمة النكراء، ولكن إلخان المغول كان قد سبق وترك دمشق عائدا إلى فارس، فطلب السلطان من الذي خلفه الخضوع له، فقبل بهذا، ونودي بالسلطان مجددا حاكما على الشام. وبعد ذلك بفترة أرسل إلخان المغول وفدا يطلب الصلح من السلطان، فوافق الأخير عليه. رغم هزيمة المماليك الفادحة إلا أنهم أوقعوا خسائر جسيمة بالجيش المغولي، حيث أن المصادر المملوكية تفيد بأن جيش المغول كان يتألف من 60,000 جندي مغولي و40,000 جندي جورجي وأرمني، إلا أن المماليك قتلوا ما بين 5,000 و10,000 جندي، بينما قتل المغول 200 جندي مملوكي. تفيد مصادر أخرى أن المغول فقدوا 14,000 جندي بينما فقد المماليك 1,000 جندي فقط، إلا أن هذه المصادر لا تأخذ بعين الاعتبار خسائر المماليك بعد تراجعهم.

## خلفية المعركة
بعد موت جنكيز خان في عام 1227م قُسمت إمبراطورية المغول بين أبنائه الأربعة. وكانت الأجزاء التي تهم الدولة المملوكية جزأين هما: الجزء الغربي من دولة جنكيز خان وكان من نصيب حفيده «باتو بن جوجي»، وعرف هذا الفرع باسم «القبيلة الذهبية» أو خانات القفجاق وشملت حدودها أجزاء من ما يُعرف اليوم باسم روسيا، أوكرانيا، مولدوفيا، وكازاخستان. والجزء الآخر بلاد فارس وكان من نصيب «تولوي»، وعرف هذا الفرع باسم دولة «الإلخانات» أو مغول فارس.
توسع الإلخانات في آسيا الصغرى، واقتحموا حدود العالم الإسلامي، وفي عام 1258 استولوا بقيادة «هولاكو» على بغداد ودمروها، وقتلوا الخليفة المستعصم بالله وقضوا على الخلافة العباسية، ثم استولوا على دمشق، وبذلك فقد المسلمون مركزين هامين من مراكز الثقافة في العالم الإسلامي.
أما القبيلة الذهبية في الجزء الغربي، فقد اعتنقت الإسلام، وصارت عضداً وحليفاً للمسلمين في حربهم ضد مغول فارس. بعد الاستيلاء على بغداد ودمشق أرسل هولاكو إلى سيف الدين قطز سلطان مصر المملوكي يهدده ويأمره بالخضوع له. فخرج قطز من القاهرة بجند مصر، ومن انضم إليه من عسكر الشام  والعرب والتركمان، واصطدم بجيش المغول في 3 سبتمبر من عام 1260م وهزمه هزيمة ساحقة في معركة كبرى عرفت باسم معركة عين جالوت. بانتصار قطز على مغول فارس تم تحرير دمشق من المغول، وتلاشت الدولة الأيوبية نهائياً، وامتدت الدولة المملوكية الناشئة إلى الشام.
إلا أن معركة عين جالوت لم تنه مطامع مغول فارس في الشام، بل صار المغول يتربصون ويعدون العدة لأخذ ثأر هزيمتهم على أيدي المماليك. لم يكد يعلم المغول بموت السلطان قطز حتى أغاروا بقيادة «بيدرا» على مدينة البيرة وبعد ذلك هاجموا حلب واستولوا عليها. أدرك السلطان بيبرس الذي خلف قطز خطورة مغول فارس على دولة المماليك والعالم الإسلامي، فهادن الصليبيين وعقد حلفاً مع «بركة خان بن جوجي» ملك مغول القبيلة الذهبية الذي أشهر إسلامه، حتى يتفرغ لمواجهة خطر مغول فارس. وتمكن بيبرس من استرداد البيرة ووقف للمغول والصليبيين بالمرصاد.
بعد وفاة الظاهر بيبرس جدد السلطان قلاوون، الذي خلف بيبرس وابنيه السعيد بركة قان وسُلامش، الهدنة مع الصليبيين ليتفرغ هو الآخر لمواجهة الخطر المغولي وتمكن من هزيمتهم قرب حلب في عام 1280م ثم هزمهم مرة أخرى هزيمة نكراء عند حمص في سنة 1281م عندما هاجموا الشام بقيادة «أباقا بن هولاكو». خلف أباقا بعد وفاته أخوه «تكودار» الذي أشهر إسلامه وسمى نفسه أحمد مما أدى إلى تحسن العلاقات بين مغول فارس والمماليك. إلا أن تحسن العلاقات لم يدم طويلاً، إذ قُتل تكودار على يد ابن أخيه «أرغون بن أباقا» الذي ولى عرش مغول فارس مكانه في عام 1284م وعرف بكراهيته وعدائه للمسلمين.
بعد صراعات داخلية بين مغول فارس أطاح «غازان بن أرغون» بابن عم أبيه «بايدو بن طرقاي» في عام 1295م ليصبح بذلك سابع إلخانات فارس، وقام بتبديل لقبه من إلخان إلى سلطان.
ونشأ غازان مسيحياً وقامت بتربيته «ديسبينا خاتون» زوجة «أباقا»، التي كانت صديقة للصليبيين وعدوة لدودة للمسلمين. إلا أن غازان اعتنق الإسلام وسمى نفسه محمودا، وجعل الإسلام الديانة الرسمية لدولة مغول فارس، ولكن هذا لم يؤد إلى تلاشي أحقاده على المماليك وأطماعه في السيطرة على بلاد المسلمين. وبقي غازان صديقاً وحليفاً للصليبيين.
عندما استولى غازان على عرش الإلخانات كان السلطان العادل كتبغا، الذي حكم من سنة 1294م إلى سنة 1295م، يجلس على عرش المماليك بقلعة الجبل بالقاهرة. وكان كتبغا ذاته من أصل مغولي، وفي عهده وفد إلى الشام ومصر عدد كبير من المغول الوافدية من طائفة الأويراتية. وفيما بين عامي 1296م و1299م حكم البلاد السلطان حسام الدين لاجين، وبعد وفاته نصب الناصر محمد بن قلاوون للمرة الثانية سلطاناً على البلاد، وكان عمره حينذاك أربعة عشر عاماً. في عهد السلطان لاجين فر الأميران قبجق المنصوري نائب دمشق وبكتمر السلاح دار إلى المغول وأقاما عند غازان، فلما نصب الناصر سلطاناً أغرى قبجق غازان بسهولة الزحف على الشام نظراً لصغر سن السلطان الناصر وانشغال الأمراء في خلافاتهم. فما كاد الناصر محمد يستقر على تخت السلطنة في عام 1299 حتى وردت الأنباء بزحف المغول بقيادة غازان على الشام.

## زحف المغول على الشام

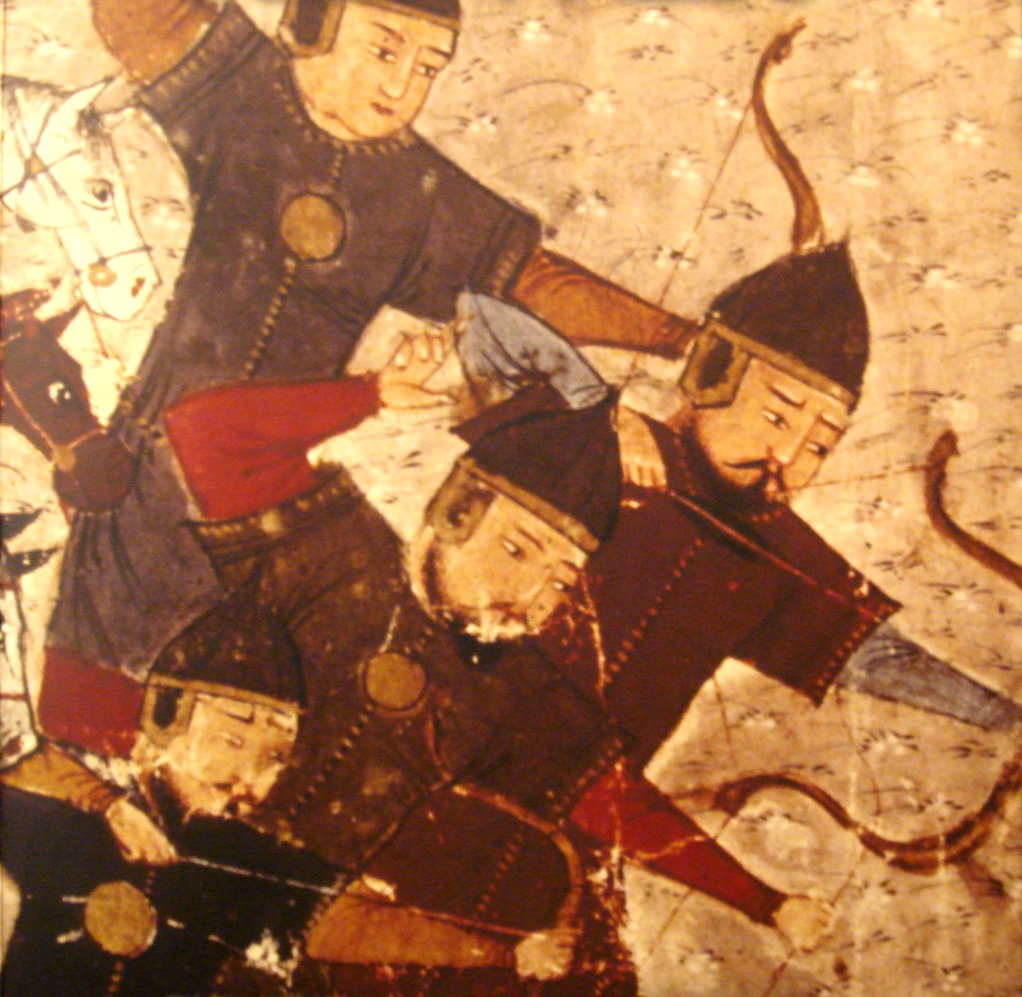
محاربون مغول.

في سنة 699هـ / 1299م وردت أنباء عن زحف مغولى من حلب على الشام يقوده محمود غازان سلطان مغول فارس، وأن طلائع المغول قد وصلت إلى البيرة.
جمع الناصر محمد الأمراء للتشاور، واتفقوا على خروج بيبرس الجاشنكير استادار السلطان إلى حلب على رأس جيش صغير قوامه خمسمائة مملوك، على أن يلحق به الناصر ببقية الجيش.
في 15 صفر خرج الناصر من القاهرة على رأس جيشه متوجهاً إلى دمشق، وفي صحبته الخليفة العباسي الإمام أحمد الحاكم بأمر الله، والقضاة الأربعة، وسائر الأمراء.

### تآمر المغول الأويراتية
عند وصول جيش الناصر محمد إلى تل العجول من غزة تآمر المغول الأويراتية الذين وفدوا إلى مصر وأقاموا فيها في عهد السلطان المخلوع كتبغا، مع بعض المماليك السلطانية على اغتيال الأميرين سلار نائب السلطنة  وبيبرس الجاشنكير استادار السلطان  بهدف الانتقام وإعادة كتبغا -وهو مغولي الأصل- إلى الحكم. وأفلت بيبرس من القتل بعد أن هاجمه أحد المماليك السلطانية ويدعى برنطاي ولكنه نجا وقُتل برنطاي بعد أن تبادرته السيوف. ظن سلار أن المؤامرة قد تمت بمعرفة الناصر فأرسل إلى أمير جاندار يقول:
| معركة وادي الخزندار | ما هذه الفتنة التي تريدون إثارتها في هذا الوقت ونحن على لقاء العدو؟ وقد بلغنا أن الأويراتية قد وافقت المماليك السلطانية على قتلنا، وكان هذا برأيك ورأي السلطان، وقد دفع الله عنا. إن كان الأمراء كذلك فنحن مماليك السلطان ومماليك أبيه الشهيد، ونحن نكون فداء للمسلمين وإن لم يكن الأمر كذلك فابعثوا إلينا غرماءنا. | معركة وادي الخزندار |

 فلما سمع الناصر هذا الكلام بكى، وأقسم أنه لم يكن يعلم. وأقسم أمير جاندار أيضاً وذكر أنه ظن أن السلطان كان هو هدف المتآمرين. وتم الصلح بين أمير جاندار والأمراء البرجية. وقُبض على الأويراتية، فأقروا بما كانوا قد عزموا عليه من قتل بيبرس الجاشنكير وسلار وإعادة العادل كتبغا إلى الحكم. وشنق نحو الخمسين من الأويراتية، ونودي عليهم: «هذا جزاء من يقصد إقامة الفتن بين المسلمين ويتجاسر على الملوك». واتفق بيبرس وسلار على إبعاد بعض مماليك الناصر إلى الكرك فأبعدوا بموافقته.
عند بلدة قرتية، تعرض الجيش لسيل عارم أتلف وأضاع الكثير من منقولات الجنود وهجنهم فتشاءموا وتطيروا من ذلك. وبعد السيل خرج جراد سد الأفق فزاد تطيرهم وخوفهم.

## المعركة

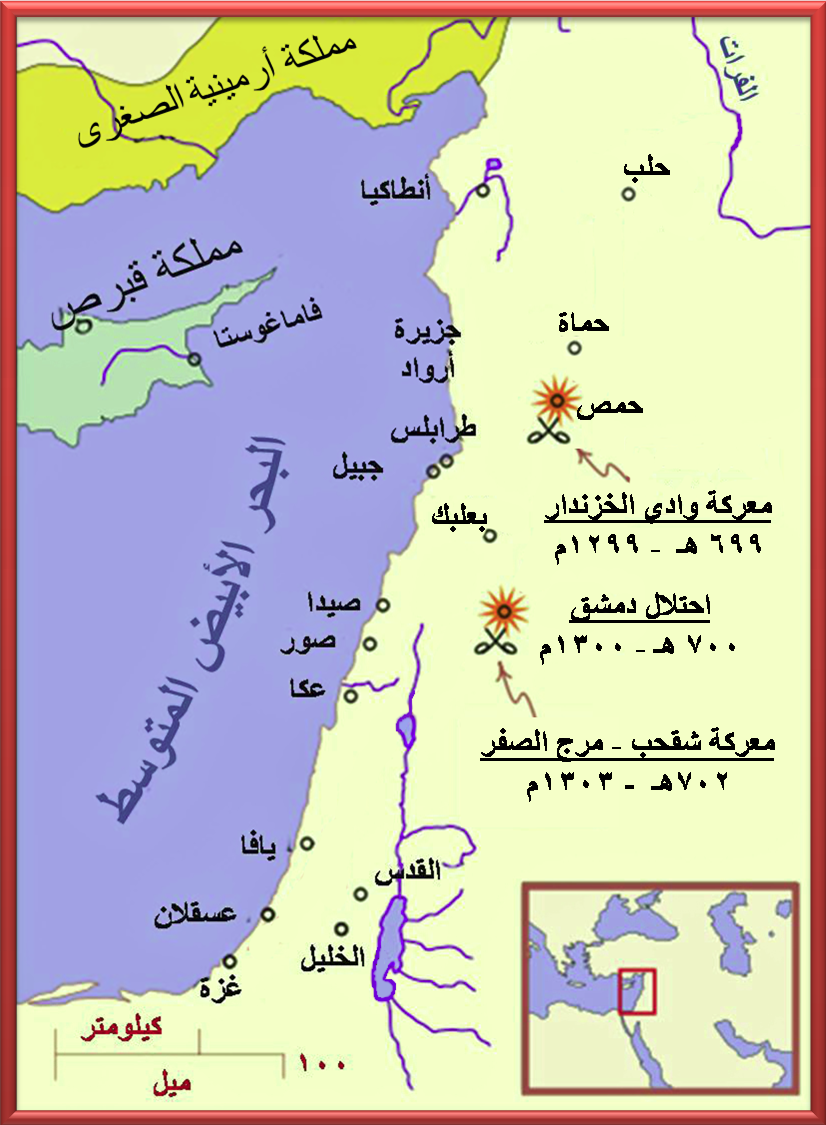
خريطة موقع معركتي وادي الخزندار وشقحب بين المماليك والمغول في عهد الناصر محمد بن قلاوون ومحمود غازان.

في 8 ربيع الأول وصل الناصر إلى دمشق على رأس جيشه، ووردت الأنباء بالبريد ومع القادمين من حلب وغيرها بعبور غازان نهر الفرات بجيش ضخم. في 17 ربيع الأول خرج عسكر دمشق وتبعه الناصر بجيشه ونزلوا بحمص، وأرسل الناصر العربان لمعاينة وضع المغول، فبلغه أنهم يحتشدون عند سلمية.
في سحر 18 ربيع الأول خرج الناصر من حمص لملاقاة المغول. وقد أٌمر الجنود بالتخلي عن الرماح والاعتماد على السيوف والدبوس. ووصل الناصر إلى مجمع المرج -الذي عرف فيما بعد باسم وادي الخزندار- وقام الأمراء بترتيب الجنود وتنظيم الصفوف. وراح الفقهاء يعظون المقاتلين ويقوون عزائمهم حتى بكوا من وقع الكلمات وشدة التأثر.
كانت عدة جيش المسلمين نحو 20 ألف فارس وكان جيش غازان في نحو 100 ألف، وكان يضم قوات متحالفة من مملكة قليقية، المعروفة أيضاً بمملكة أرمينية الصغرى.
وقف الأمير عيسى بن مهنا في الميمنة على رأس العربان، يليه الأمير بلبان الطباخي نائب حلب على رأس عسكر حلب وحماة. ووقف على رأس الميسرة أقش قتال السبع والحاج كرت نائب طرابلس والأمير بدر الدين بكتاش في عدة من الأمراء. أما في القلب فقد وقف بيبرس الجاشنكير وسلار وأيبك الخازندار في عدة من الأمراء. ووقف الناصر محمد على بعد مع حسام الدين لاجين الاستادار. وقد اضطر بيبرس الجاشنكير إلى الاعتزال بسبب إصابته بمغص شديد مفاجئ منعه من الثبات على فرسه.
أمر غازان مقاتليه بالثبات وعدم الحركة إلى أن يتحرك هو حتى يتمكنوا من مهاجمة جيش الناصر هجمة رجل واحد. فلما انطلقت طليعة جيش الناصر، المعروفون بالزراقون، بالنفط المشتعل تجاه جيش المغول، لم يتحرك غازان بعكس ما توقع المسلمون، وظل على ثباته حتى اقتربت طليعة المسلمين منه وقد خمدت نيران النفط، فهجم بجيشه حملة واحدة. انطلقت سهام عشرة آلاف مغولي من رماة النشاب نحوالعربان وضغطت ميمنة جيشهم عليهم فولى العربان مدبرين وخلفهم جيش حلب وحماة فهزمت ميمنة جيش المسلمين. أما ميسرة جيش الناصر فقد تمكنت من صدمة ميمنة غازان صدمة قوية فرقت جمعها ودحرتها عن أخرها، وفقد المغول في تلك الصدمة نحو الخمسة آلاف. وكُتب بذلك إلى الناصر محمد فابتهج.
كاد غازان أن يولي الأدبار فاستدعى قبجق نائب دمشق فشجعه وثبته حتى تماسك ونظم صفوفه وحمل حملة واحدة على قلب جيش المسلمين فلم يصمد سلار وسائر الأمراء البرجية وتولوا أمام جيش غازان الذي تبعهم وراح يرمي السهام على أقفيتهم. رأى الملك الناصر جيشه يولي الأدبار وخلفه جيش غازان يمطره بالسهام، فراح يبكي ويبتهل قائلاً: «يارب لا تجعلني كعباً نحساً على المسلمين». لم يبق مع الناصر من المماليك غير اثني عشر مملوكاً.
عاد مقاتلو ميسرة جيش المسلمين التي هزمت ميمنة غازان إلى حمص بالغنائم بعد العصر، فإذا بهم يرون الأمراء البرجية يولون منهزمين وفي أعقابهم المغول يتبعونهم فبهتوا. إلا أن غازان أمر مقاتليه بالانسحاب خشية أن يكون المسلمون قد نصبوا لهم كميناً فنجوا.
وصل بقية المنهزمون إلى حمص وقت الغروب بلا عتاد ولا سلاح، بعد ما غنم المغول سائر ما كان معهم، فصرخ فيهم أهل حمص: «الله الله في المسلمين!»، ثم توجهوا إلى دمشق.
استناداً إلى المقريزي قتل في المعركة العديد من الأمراء، ونحو أربعة عشر ألفاً من المغول. وتجدر الإشارة إلى أن المماليك كانوا عادة يحصون عدد الأمراء المقتولين مع عدم الإشارة إلى المقتولين من عوام الجنود والمتطوعين. ويذكر ابن إياس أن عدد القتلى من الجانبين كان ضخماً.

## دخول المغول دمشق

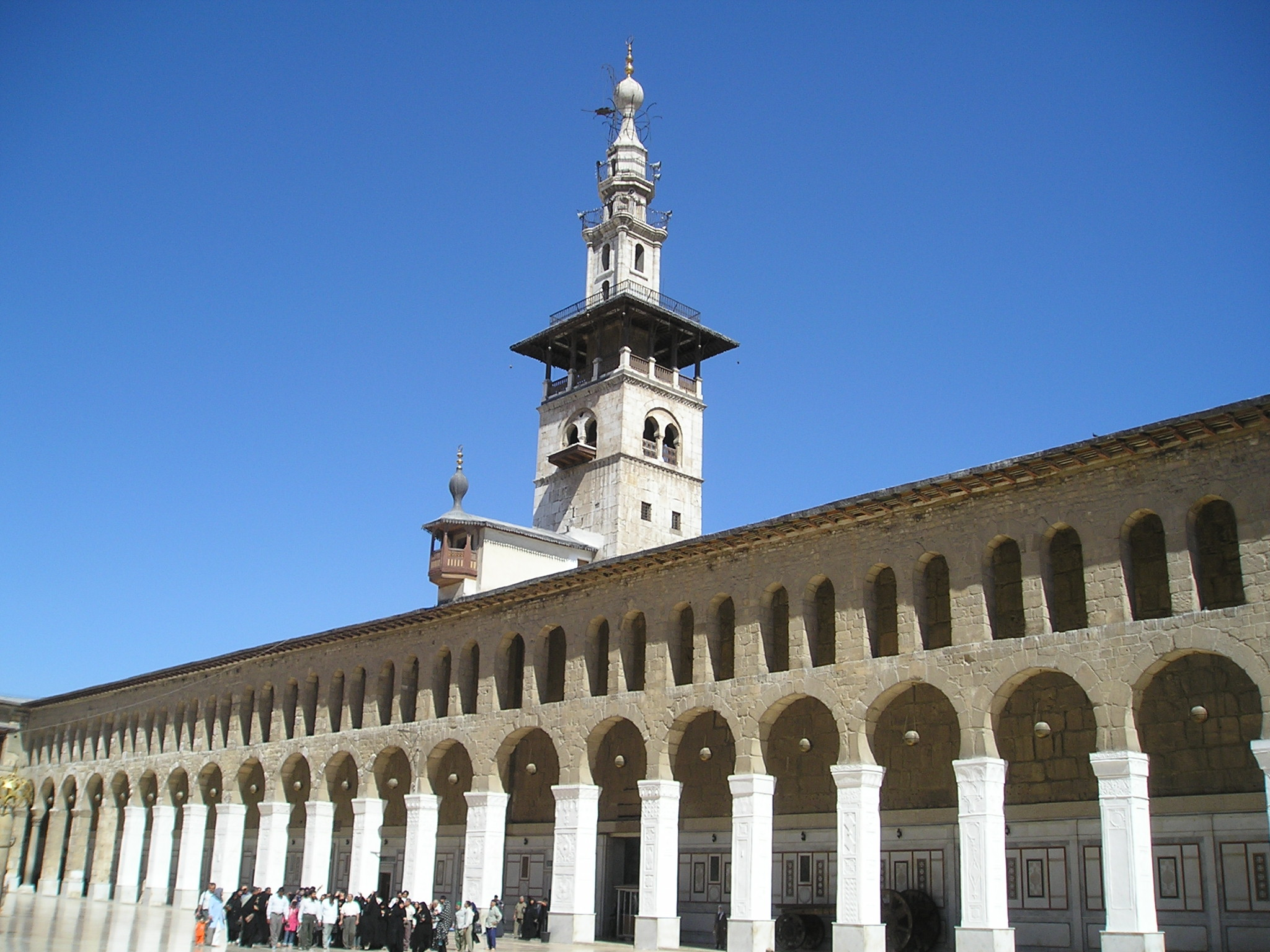
الجامع الأموي.

ما كاد المنهزمون يصلون إلى دمشق حتى وصل خبر بقدوم غازان، فسارعوا بمغادرة المدينة. وصل غازان إلى أطراف دمشق بعد أن نهب الخزائن السلطانية وعتاد جيش المسلمين في حمص، فقامت ضجة عظيمة وهرب الناس من المدينة في فزع، وهرب نحو مائتي سجين من السجون، ومات من الزحام في الأبواب العديد من الناس، وفر إلى جهة مصر كثير منهم. واجتمع من بقي في المدينة بالجامع الأموي واتفقوا على إرسال قاضى القضاة بدر الدين محمد والفقيه تقي الدين أحمد بن تيمية، في عدة من شيوخ وقضاة دمشق، إلى غازان لطلب الأمان، فذهبوا إليه عند النبك، ومنهم من قبل له الأرض، وطلبوا منه الأمان عن طريق مترجم، فقال لهم «قد بعثت إليكم الأمان» وصرفهم، فعادوا إلى دمشق، وفي يوم الجمعة قرأ الأمير إسماعيل التتري، الذي حمل الأمان لأهل دمشق، الفرمان. ولم يخطب في مساجد دمشق لأحد من الملوك في ذاك اليوم. بعد يومين دخل غازان دمشق ومعه قبجق نائب دمشق.
رفض الأمير علم الدين سنجر المنصوري نائب قلعة دمشق  المعروف بأرجواش الخضوع لغازان وتحصن في قلعة دمشق، فلما طلب منه قبجق وبكتمر الاستسلام بحجة أن دم المسلمين في عنقه رفض وسبهما سباً قبيحاً وقال لهما: «إن دم المسلمين في أعناقكم أنتم لأنكم كنتم السبب في مجيء التتار». فذهب الأمير إسماعيل التتري إلى قضاة وأعيان دمشق يحذرهم من مغبة عدم استسلام أرجواش وتسليمه القلعة للمغول وهددهم بنهب دمشق وقتل الجميع. فأرسلوا إليه الرسل يطلبون منه الاستسلام فرفض ورد عليهم بالشتائم.
في يوم الجمعة 14 ربيع الآخر من عام 696هـ خُطب لغازان على منبر دمشق بألقابه وهي: «السلطان الأعظم سلطان الإسلام والمسلمين مظفر الدنيا والدين محمود غازان». وقُرئ على الناس تقليد قبجق دمشق وحلب وحماة وحمص وغيرها، وولايته للقضاة والخطباء وغيرهم، ونثرت الدنانير على الناس ففرحوا بها. ونهب المغول وأرمن مملكة قليقية المدن وأحرقوا المساجد والمدارس وقتلوا الناس. قام الأرمن بتخريب الصالحية قرب دمشق، وقتلوا وأسروا نحو 10,000 من أهلها وفر من تمكن منهم إلى دمشق. وانتهز الأرمن فرصة هزيمة المسلمين فاستولوا على تل حمدون وغيرها. وخرج ابن تيمية إلى غازان بتل راهط للشكوى من النهب والتخريب وقتل الناس برغم منح الأمان فلم يتمكن من لقائه لانشغاله بشرب الخمر. فاجتمع بالوزيرين سعد الدين ورشيد الدين فنصحاه بدفع المال.
نصب المغول المنجنيق على القلعة بالقرب من جامع دمشق الكبير فلما بلغ أرجواش ذلك بعث بعض رجاله فأفسدوا ما وضعه المغول، ولكن المغول أعادوا وضع المنجنيق وقاموا بحراسته، وحولوا الجامع إلى حانة، واستباحوا حرمته وشربوا فيه الخمور وفجروا بنساء المسلمين، ولم تقم به صلاة العشاء في هذا الوقت. فأرسل أرجواش رجلا لقتل المنجنيقي فهجم عليه بسكين وقتله وهو في وسط المغول، وهرب إلى القلعة. ثم قام أرجواش بهدم وحرق ما حول القلعة لئلا يستتر به المغول.

راح المغول يجبون الأموال من أهل الشام وينقلونها إلى خزانة غازان. فلما انتهت الجباية غادر غازان دمشق إلى فارس بعد أن أقام الأمير قبجق نائباً على دمشق، والأمير بكتمر نائباً على حلب وحمص وحماة، والأمير الألبكي نائباً على صفد وطرابلس والساحل تحت حماية نائبه قطلو شاه،  ووعد بالعودة لغزو مصر  كاتباٌ: «إنا قد تركنا نوابنا بالشام في ستين ألف مقاتل، وفي عزمنا العودة إليها في زمن الخريف، والدخول إلى الديار المصرية وفتحها». بعد رحيل غازان استمر نهب وتخريب دمشق وكسر المغول أبواب البيوت ونهبوا ما فيها وأحرقوا الكثير من الدور والمدارس واحترقت المدرسة العادلية. ونهب المغول الأغوار حتى بلغوا القدس، ووصلوا إلى غزة حيث قتلوا بعض الرجال في جامعها. ومما قاله الشعراء في فاجعة الهزيمة: 

## انسحاب جنود الناصر إلى مصر
أما في مصر فقد تواصل ورود شراذم الجنود ومعهم عوام من الشام في أسوأ حال، بعد أن انهمرت عليهم أمطار غزيرة في رحلة فرارهم إلى مصر، واجتيازهم لطرقات موحلة وتعذرت عليهم الأقوات. وكان من ضمن الفارين إلى مصر السلطان المخلوع العادل كتبغا الذي كان السلطان لاجين قد عينه في عهده نائبا على قلعة صرخد. وبعد فراره إلى مصر مع الفارين دخل في خدمة الأمير سلار. وعاد السلطان الناصر إلى مصر بعد أن تفرقت العسكر عنه ولم يبق معه إلا بعض خواصه، ودخل قلعة الجبل في 12 ربيع الآخر  وقد أصابه حزن بالغ وتألم ألماً شديداً لهذه الهزيمة الشنعاء التي مني بها.

## إعادة تنظيم الجيش
بدأ الناصر فور عودته إلى القاهرة بتنظيم الجيش وتجهيزه لأخذ الثأر من المغول. واستدعى صناع السلاح وجُمعت الأموال والخيل والرماح والسيوف من كل أرجاء مصر. ورسم للجنود العائدين بالنفقة فمنحوا أموالاً كثيرة أصلحوا بها أحوالهم وجددوا عدتهم وخيولهم. ونودي بحضور الأجناد البطالين ووزعوا على الأمراء.

استدعي مجدي الدين عيسى نائب الحسبة ليأخذ فتوى الفقهاء بأخذ المال من الناس للنفقة على الحرب. فأحضر فتوى قديمة كان السلطان قطز قد استخدمها في أخذ دينار من كل شخص قبل معركة عين جالوت. ولكن الشيخ تقي الدين محمد بن دقيق العيد امتنع عن إصدار فتوى بهذا الخصوص قائلاً: 
 عندئذ تقرر النظر في أموال التجار والأغنياء، وأخذ ما يمكن أخذه من كل منهم بحسب قدرة كل واحد. فُرض على كل فرد من التجار والأغنياء من عشرة دنانير إلى مائة دينار، وطلب من أعيان التجار مالاً على سبيل القرض، فتم جمع مبالغ كبيرة. على الرغم من التكاليف الباهظة والأعداد الكبيرة من نازحي الشام إلا أن ذلك لم يوثر كثيراً على اقتصاد مصر، ارتفع سعر السلاح ولكن هبطت أسعار الغذاء ولم يحدث نقص في الأسواق.
في غضون ذلك وردت إلى القاهرة أنباء رحيل غازان عن دمشق وإقامة قبجق نائباً عليها، فأرسل الناصر إلى قبجق وبكتمر يدعوهما للولاء له، فاستجابا له. وخرج قبجق من دمشق متوجهاً إلى مصر، فاستولى الأمير أرجواش على دمشق وأعاد الخطبة باسم الملك الناصر بعد انقطاعها مائة يوم. وسار بيبرس الجاشنكير وسلار إلى دمشق وأرسلا العسكر إلى حلب فقتلوا من كان فيها من أتباع غازان، وفر بعضهم إلى غازان وعرفوه بغدر قبجق به. وأقيم العادل كتبغا نائباً على حماة،  وخلع على أرجواش وأنعم عليه، وأقيم قبجق على نيابة الشوبك. وزحفت جنود الناصر على جبل لبنان وألزموا الدروز، بعد أن طلبوا الأمان، بإعادة العتاد والأموال التي نهبوها من الجنود وقت انسحابهم إلى مصر.
وصل إلى القاهرة وفد من غازان بطلب الصلح ووافق الناصر على الصلح ورد على غازان برسالة تقول: "إذا جنح الملك للسلم جنحنا لها.. والمشاهد لتصافينا يتلوا قوله تعالى: ﴿وَاذْكُرُواْ نِعْمَةَ اللَّهِ عَلَيْكُمْ إِذْ كُنتُمْ أَعْدَاء فَأَلَّفَ بَيْنَ قُلُوبِكُمْ فَأَصْبَحْتُم بِنِعْمَتِهِ إِخْوَانًا﴾، وينتظم إن شاء الله شمل الصلح أحسن انتظام، ويحصل التمسك من الموادعة والمصافاة بعروة لا انفصال ولا انفصام، وتستقر قواعد الصلح على ما يرضي الله ورسوله عليه الصلاة والسلام".
إلا أن طلب غازان للصلح كان، كما يبدو، مجرد مناورة منه لكسب الوقت للتعرف على استعدادات وتحركات الملك الناصر.
في جمادى الآخرة عام 702هـ / 1303م وصلت أخبار من حلب بأن جيش المغول أوشك على الزحف على الشام مرة أخرى. فخرج جيش الناصر بجيش مصر وانضم إليه عسكر الشام، والتقى الجمعان في 2 رمضان سنة 702هـ، الموافق في 20 إبريل سنة 1303م قرب دمشق،  في معركة تعرف باسم معركة شقحب أو معركة مرج الصفر. وفيها أبلي جيش المسلمين بلاءً حسناً وانتصر على جيش المغول نصراً كبيراً غسل عار هزيمة وادي الخزندار.

## فهرس وملحوظات
1. ↑  (ابن كثير، 14/9)(العسلي، 137)
2. 1 2  المقريزي، 1/319
3. 1 2 3 4  ابن كثير، 14/9
4. ↑  بيبرس الدوادار، 330
5. ↑  ابن أيبك الدواداري، 9/15
6. ↑  وادي الخزندار هوالاسم كما ذكره المقريزي وابن كثير وبيبرس الدوادار وابن أيبك الدواداري. وقد شرح القلقشندي أن " الخزندار " هو الرسم الصحيح للكلمة. -(القلقشندي، صبح الأعشى، 5/435)
7. ↑  الهمذانى، 46
8. 1 2 3 4  ابن إياس، 1/403
9. ↑  Runciman, p.439/3
10. ↑  يذكر ابن كثير أن سلار وبيبرس " لم يكملوا عدة جندهم فنقص العسكر كثيراً مع سؤ التدبير ونحو ذلك من الأمور". - (ابن كثير، 9/14)
11. ↑  معركة وادي الخزندار: خلفية المعركة والخسائر (بالإنجليزية) [وصلة مكسورة] نسخة محفوظة 26 أبريل 2020 على موقع واي باك مشين.
12. ↑  Toynbee, p.473
13. ↑  المقريزي، السلوك 1/515
14. ↑  سمح السلطان قطز بدخول مصر لرفقاء وعسكر الملك الناصر يوسف حاكم دمشق بعد فرارهم من الشام، ولكنه لم يسمح بدخول الناصر يوسف بسبب محاولة تحالفه مع المغول، فظل هائماً في الصحراء عند غزة إلى أن قبض عليه المغول أو ذهب إليهم، وقتله هولاكو بعد هزيمة المغول متهماً إياه بعدم تقديم العون الكافي للمغول.-(المقريزي، 1/ 513و518-519)-(Amitai-preiss,P. 30)
15. ↑  كان التركمان من ضمن عسكر الناصر يوسف وسمح لهم بدخول مصر والانضمام إلى الجيش ،(Amatai-Preiss, p. 30)
16. ↑  Amitai-Preiss, p.36-45
17. ↑  المقريزي،1/ 515
18. 1 2  الشيال، 2/137
19. ↑  الشيال، 2/ 165-166
20. ↑  بعد مقتل أرغون بن أباقا (حكم 1284-1291) والد غازان تولى الحكم أخوه " جايخاتو بن أباقا " (حكم 1291 - 1295)، ولكنه قتل وتم تنصيب ابن عمه بايدو بن طرقاي (حكم 1295م) إلخاناً على مغول فارس فقامت حرب بين غازان وبايدو انتهت بفرار بايدو وتنصيب غازان إلخاناً على مغول فارس (حكم 1295-1304).
21. 1 2  Ruciman, p. 439/3
22. ↑  Ruciman, p.429/3
23. ↑  العسلي 136
24. ↑  قلعة الجبل : مقر سلاطين المماليك بالقاهرة وكانت فوق جبل المقطم حيث يوجد الآن مسجد محمد على وأطلال قلعة صلاح الدين.
25. ↑  المغول الأويراتية: طائفة مغولية وفدت إلى الشام ومصر في عام 1296 في عهد السلطان العادل كتبغا وأقامت في حي الحسينية بالقاهرة وسواحل الشام. كانت الطائفة هاربة من محمود غازان (انظر العادل كتبغا). لم تكن الأويراتية أول من وفد على السلطنة من المغول ولكنهم كانوا الأضخم عددا. في عام 1262، في عهد السلطان الظاهر بيبرس، أعداد كبيرة من أفراد القبيلة الذهبية الفارين من هولاكو وفدت على مصر وتبعهم غيرهم من المغول في السنوات اللاحقة. بيبرس رحب بهم وألحقهم بالجيش. كانت لهم فرقة عسكرية خاصة بهم عرفت باسم "الفرقة الوافدية". خلال العصر المملوكي تمتع الوافدية بالحرية ولم تطبق عليهم النظم المملوكية. بيبرس أسكن الوافدية في القاهرة وألحق أفرادها بوظائف الدولة المختلفة. (الشيال ،2/144)
26. ↑  شفيق مهدي، 103
27. ↑  الملك الناصر ناصر الدين محمد بن قلاوون، (ولد بـالقاهرة في 684هـ / 1285 - توفى بالقاهرة في 741هـ / 1341). تاسع سلاطين الدولة المملوكية البحرية. لقب بـأبو المعالي وأبو الفتح. جلس على تخت السلطنة ثلاث مرات، من 693هـ / 1293 إلى 694هـ / 1294، ومن 698هـ / 1299 إلى 708هـ / 1309 ومن 709هـ / 1309 وحتى وفاته في عام 741هـ / 1341 - راجع : الناصر محمد بن قلاوون
28. ↑  الأمير سيف الدين قبجق المنصوري، كان من مماليك المنصور قلاوون (1279-1290م). بعد وفاة قلاوون أقامه السلطان لاجين (1296-1299م) نائباً على دمشق، لكن نائب السطنة منكوتمر أراد التخلص منه ومن بعض الأمراء والنواب، فأرسل الأمير حمدان بن صلغاي إلى الشام ليستحث الأمراء والنواب للخروج للتصدي للمغول، ولما اتضح لقبجق أن الأمر مكيدة من منكوتمر لإخراجه من دمشق وتعيين نائباً أخر عليها، خاف على نفسه وبعث إلى بكتمر السلاح دار وغيره من أمراء الشام يحذرهم من مكيدة منكوتمر. ولما علم قبجق أن هناك خطة قد رسمت للقبض عليه وعلى بعض الأمراء فر مع بكتمر السلاح دار وبعض الأمراء إلى المغول. راجع حسام الدين لاجين -(المقريزي، السلوك، 2/297-299)-(ابن إياس، 1/406)
29. ↑  االشيال، 2/181
30. ↑  أبو العباس أحمد بن المسترشد بالله الهاشمي العباسي البغدادي المصري، بويع بالخلافة بالدولة الظاهرية في أول 661هـ، فاستكمل أربعين سنة في الخلافة، وتوفي ليلة 18 جمادى الأولى 701هـ.- (ابن كثير، 14/23).
31. ↑  بعد سقوط بغداد في براثن المغول وقتل الخليفة العباسى في عام 1258، قام السلطان الظاهر بيبرس بإحياء خلافة عباسية اسمية في القاهرة.
32. ↑  القضاة الأربعة : قضاة من مذاهب الأئمة الأربعة: الشافعي، ومالك، وأبي حنيفة، وأحمد بن حنبل وقد أقيم نظام "القضاة الأربعة" في مصر في عهد السلطان الظاهر بيبرس في سنة 663هـ. -(القلقشندي، 4/36).
33. ↑  الأمير سيف الدين سلار، كان من اصل مغولي أويراتي. اسره المسلمون في معركة أبلستين في عهد السلطان الظاهر بيبرس في عام 1277. -(Amitai-Preiss, p.174). دخل في خدمة الصالح علي والأشرف خليل ابنا السلطان قلاوون. في عهد السلطان لاجين أصبح نائباً للسلطنة. استمر في نيابة السلطنة في فترة حكم الناصر محمد الثانية ولكن الناصر محمد قبض عليه في فترة حكمه الثالثة وسجنه حتى الموت. بعد وفاته اكتشفت ثروته الطائلة.
34. ↑  ابن أيبك الدواداري، 15/9
35. ↑  سيف الدين سلار، وركن الدين بيبرس الجاشنكير كانا الحاكمان الفعليان في ذاك الوقت - طالع: الناصر محمد بن قلاوون.
36. ↑  المقريزي، 317 - 2/218
37. ↑  قرتية : بلدة قرب بيت جبرين من نواحي فلسطين من أعمال بيت المقدس. (المقريزي، السلوك، هامش، 2/318)
38. ↑  المقريزي، السلوك، 2/318
39. ↑  سلمية : بليدة في ناحية البرية من أعمال حماة. (المقريزي، السلوك، هامش، 2/319)
40. 1 2  المقريزي السلوك 2/319
41. ↑  ذكر ابن تغري وأبو الفداء وابن كثير أن المعركة بدأت يوم الأربعاء 27 ربيع الأول 699هـ. أما المقريزي فقد أشار إلى ان الملك الناصر خرج من حمص في سحر يوم الأربعاء 18 ربيع الأول 699هـ.
42. ↑  الدبوس : ويسمى العامود، وهو آلة من حديد ذات أضلاع ينتفع بها في قتال لابس البيضة (أي الخوذة المعدنية). -(االقلقشندي، 2/151
43. ↑  المقريزي السلوك 2/318-319
44. ↑  المقريزي، السلوك، 2/319
45. ↑  Kurkjian,p 253
46. ↑  على الرغم من أن غازان اعتنق الإسلام، فإن ذلك لم يمنعه من التحالف مع الصليبيين ضد المسلمين. أشرفت على تربية غازان "ديسبينا خاتون"، زوجة الإلخان "أباقا"، صديقة الصليبيين التي عملت دائماً على إثارة الحقد ضد المسلمين. وكان يحقد على المماليك. (العسلي، 136 - 137)
47. ↑  حسام الدين لاجين الأستادار: هو حسام الدين لاجين الرومي أستادار السلطان قلاوون، ويعرف أيضاً بلقب الحسام لاجين أستادار. (المقريزي، السلوك، 362/2) وهو ليس حسام الدين لاجين الذى تسلطن وتوفى في سنة 1299.
48. 1 2  المقريزي السلوك 2/320
49. ↑  المقريزي، السلوك، 2/320
50. 1 2  المقريزي، 321 - 2/320
51. ↑  المقريزي، السلوك، 2/321
52. ↑  المقريزي، 2/321
53. ↑  ابن أيبك الدواداري، 9/18
54. ↑  المقريزي،322 -2/321
55. ↑  ابن أيبك الدواداري، 9/20-19
56. ↑  المقريزي، 319 - 2/322
57. ↑  ابن إياس، 1/404
58. ↑  نائب قلعة دمشق ليس نائب دمشق. نيابة القلعة كانت نيابة منفردة ليس لنائب دمشق عليها حديث. وولاية القلعة كانت بأمر سلطاني بمرسوم يكتب من ديوان الإنشاء الشريف. وكانت مهمة نائب القلعة أن يحفظها ويصونها، ولا يسلم مفتاحها لأحد إلا لمن عينه السلطان مكانه أو بأمر من السلطان. وكان لنائب القلعة أجناد مقيمون بالقلعة لخدمته. -(القلقشندي، 4/191
59. 1 2  ابن أيبك الدواداري، 9/24
60. ↑  المقريزي، السلوك، 2/322
61. ↑  المقريزي، السلوك، 2/322- 323
62. ↑  ابن أيبك الدواداري، 9/27
63. 1 2  المقريزي، السلوك، 2/323
64. ↑  المقريزي، السلوك، 2/330
65. ↑  المقريزي، السلوك، 323-2/324
66. ↑  المقريزي، 322 - 2/325
67. ↑  ابن إياس، 1/405
68. ↑  المقريزي، 2/325
69. ↑  المقريزي، 2/326
70. ↑  من قصيدة لإبن قاضي صرخد (ابن ايبك الدواداري،  0/31)
71. ↑  يذكر المقريزي أن القاهرة غصت بالفارين من الشام حتى ضاقت بهم المساكن، فأقاموا في القرافة وحول جامع ابن طولون وطرف الحسينية.-(المقريزي، السلوك، 2/328)
72. ↑  المقريزي، السلوك، 2/326
73. 1 2 3 4  الشيال، 2/181
74. ↑  أبو الفداء، 699هـ
75. ↑  المقريزي، السلوك، 2/327-328
76. ↑  المقريزي، السلوك، 2/328
77. ↑  القلقشندي، 4/179
78. ↑  المقريزي، السلوك، 2/331
79. ↑  سورة آل عمران الآية: 103 322
80. ↑  المقريزي، السلوك، 2/354
81. ↑  ابن إياس، 1/413
82. ↑  المقريزي، 2/357
83. ↑  ابن تغري، 701هـ
84. ↑  المقريزي، السلوك، 2/356